# القويرة (الضليعة)

'

تعديل مصدري - تعديل

القويرة هي إحدى قرى عزلة الضليعة بمديرية الضليعة التابعة لمحافظة حضرموت، بلغ تعداد سكانها 287 نسمة حسب تعداد اليمن لعام 2004.